# Psychopathologie africaine
Psychopathologie africaine est une revue scientifique francophone publiée à Dakar (Sénégal) depuis 1965.

## Historique
Cette revue a été créée par Moussa Diop et Henri Collomb dans le cadre de la Société de psychopathologie et d'hygiène mentale de Dakar. Elle publie, 3 à 4 fois par an, des textes de cliniciens et de chercheurs africains ou travaillant en milieu africain.
Elle est éditée par le Centre hospitalier national universitaire de Fann — CHNU.